# Клителумни червеи
Клителумните червеи (Clitellata) са клас животни от тип Прешленести червеи (Annelida).
Таксонът е описан за пръв път от Вилхелм Мехаелсен през 1919 година.

## Подкласове
- Hirudinea – Пиявици
- Oligochaeta – Малочетинести червеи